# Gustavo Stroessner
Gustavo Adolfo Stroessner Mora (Itauguá, 21 de diciembre de 1945-Asunción, 20 de febrero de 2011) fue un militar paraguayo que integró las Fuerzas Armadas del Paraguay. Como primogénito de Alfredo Stroessner, su trayectoria estuvo marcada por su proximidad al círculo de poder durante la dictadura stronisra establecida en Paraguay entre 1954 y 1989.

## Biografía
Gustavo Adolfo Stroessner Mora desarrolló una carrera dentro de las Fuerzas Armadas del Paraguay, alcanzando el rango de coronel de aviación durante el stronismo. Su trayectoria militar estuvo intrínsecamente vinculada a la estructura castrense consolidada bajo el régimen autoritario instaurado por su padre Alfredo Stroessner entre 1954 y 1989. En términos de influencia política, Gustavo era cercano al «Cuatrinomio de Oro», la élite gobernante stronista.
A pesar de ello, a diferencia de su padre, Gustavo no se involucró en asuntos de gestión específicos, pero intentó concentrar el poder político y sobre todo activos económicos en sus manos. Llegó a ser acusado por un primo de fraude financiero a gran escala. Recibió millones en sobornos de compañías de seguros, empresas de construcción, casinos y hoteles a cambio de ayuda con licitaciones gubernamentales. De sólo dos empresas que trabajaban en las centrales hidroeléctricas de Itaipú y Yacyretá, recibió dos millones de dólares semanales durante dieciocho años.
El 2 y 3 de febrero de 1989, Alfredo Stroessner fue depuesto mediante un golpe de Estado, lo que derivó en su exilio en Brasil, donde fue acompañado, entre otros, por su hijo mayor, Gustavo Stroessner. Fue Gustavo Stroessner quien con dificultad convenció a su padre de dejar de resistirse: «Si no, nos matarán a todos». Fue también él quien informó a su padre que el general Andrés Rodríguez, en quien el dictador confiaba y contaba, era quien estaba al frente de la rebelión.
Posteriormente, fue sometido a un proceso judicial por «peculado, corrupción y venalidad», en una causa judicial iniciada en 1989 tras su salida del país. Su extradición fue solicitada dos veces, pero el gobierno brasileño, que le concedió asilo político, la denegó. Debido a esto, Gustavo Stroessner no se atrevió a regresar a Paraguay ni siquiera para el funeral de su madre Ligia, aunque le dieron la oportunidad de hacerlo bajo fianza de un millón y medio de dólares. Gustavo era sospechoso de enriquecimiento ilícito y era considerado el administrador de la fortuna acumulada por su padre durante la dictadura, y después de la muerte de Alfredo Stroessner en 2006, fue considerado el único administrador de los activos de la familia.
En 1999, enfrentó un divorcio contencioso con su esposa, María Eugenia Heikel. Tras esto, se estimó su fortuna entre 500 y 1500 millones de dólares.
A 2005, se informó que se formó una facción de partidarios suyos dentro del Partido Colorado, siendo considerado líder informal de ese grupo el empresario y político Osvaldo Domínguez Dibb, quien estaba relacionado con el clan Stroessner. El intento de establecer un control sobre el partido a través de una «compra» real con fondos de Stressner fue rechazado por la mayoría, y Stroessner hijo y Domínguez Dibb fueron derrotados en la lucha interna del partido.
El 16 de julio de 2010, el juez Andrés Casatti declaró la prescripción de los cargos en su contra y el levantamiento de todas las medidas cautelares en su contra, resolución que le permitió regresar al país el 9 de diciembre de ese año. El activista de derechos humanos Martín Almada, ex-preso político durante la era stronista, buscó nacionalizar los activos del clan Stroessner. A petición suya, a principios de enero de 2011, la Comandancia de la Policía Nacional informó que Gustavo Stroessner vivía en la casa de su hermana Graciela en Asunción.
Falleció el 20 de febrero de 2011 en Asunción. Había estado hospitalizado durante varios días en el Centro Médico La Costa de esa ciudad debido a complicaciones de una infección originada en el Hospital Sirio-libanés de São Paulo, Brasil, donde realizaba tratamiento contra un cáncer de pulmón.